# 리셴룽
리셴룽(영어: Lee Hsien Loong, 중국어 간체자: 李显龙, 정체자: 李顯龍, 병음: Lǐ Xiǎnlóng, 한자음: 이현룡, 1952년 2월 10일~)은 싱가포르의 정치인 가문이자, 정치인이다. 리셴룽은 2004년 8월 12일부터 2024년 5월 15일까지 싱가포르의 총리직을 맡았으며, 싱가포르의 초대 총리였던 리콴유의 아들이기도 하다.
이미 후계자로 내정되어 있던 그는 2004년 고촉통 총리가 사임하면서 총리직을 승계하였다. 그는 현재 세계에서 봉급을 가장 많이 받는 국가원수로 기록되어 있다.
싱가포르에서 매년 개최되는 샹그릴라 아태지역 안보대화 기조연설에서 "한국과 중국이 일본에 대해 과거사 사과 요구를 그만해야 한다"는 주장을 해서 한국 네티즌들한테 비판을 받기도 했다.

## 가족 관계
- 아버지 리콴유(李光耀, 1923년~2015년): 초대 싱가포르 총리
- 어머니 콰걱추(柯玉芝, 1920년~2010년): 초대 싱가포르 총리 배우자
- 차남 리하오이(李浩毅, 1989년~)
- 차남 리홍이(李鴻毅, 1987년 5월 1일~)
- 여동생 리웨이링(1955년~) 싱가포르 국립 뇌신경의학원 원장
- 동생 리셴양(李顯陽 ,1957년~)[3] 싱가포르민간항공국(CAAS) 회장

리 총리의 동생 리셴양의 아들인 리솅우는 '형제의 난' 당시 작성한 페이스북 글로 법원 모욕죄가 인정돼 벌금형을 선고받았다.

## 역대 선거 결과
| 선거명      | 직책명                        | 대수 | 정당       | 득표율   | 득표수    | 결과 | 당락                   |
| ----------- | ----------------------------- | ---- | ---------- | -------- | --------- | ---- | ---------------------- |
| 1984년 선거 | 국회의원(테크기 선거구)       | 6대  | 인민행동당 | 80.38%   | 12,794표  | 1위  | 테크기 하원의원 당선   |
| 1988년 선거 | 국회의원(테크기 선거구)       | 7대  | 인민행동당 | 79.13%   | 11,512표  | 1위  | 테크기 하원의원 당선   |
| 1991년 선거 | 국회의원(앙모키오 통합선거구) | 8대  | 인민행동당 | 단독후보 | 무투표    | 1위  | 앙모키오 하원의원 당선 |
| 1997년 선거 | 국회의원(앙모키오 통합선거구) | 9대  | 인민행동당 | 단독후보 | 무투표    | 1위  | 앙모키오 하원의원 당선 |
| 2001년 선거 | 국회의원(앙모키오 통합선거구) | 10대 | 인민행동당 | 단독후보 | 무투표    | 1위  | 앙모키오 하원의원 당선 |
| 2006년 선거 | 국회의원(앙모키오 통합선거구) | 11대 | 인민행동당 | 66.14%   | 96,636표  | 1위  | 앙모키오 하원의원 당선 |
| 2011년 선거 | 국회의원(앙모키오 통합선거구) | 12대 | 인민행동당 | 69.33%   | 112,677표 | 1위  | 앙모키오 하원의원 당선 |
| 2015년 선거 | 국회의원(앙모키오 통합선거구) | 13대 | 인민행동당 | 78.63%   | 135,115표 | 1위  | 앙모키오 하원의원 당선 |
| 2020년 선거 | 국회의원(앙모키오 통합선거구) | 14대 | 인민행동당 | 71.91%   | 124,430표 | 1위  | 앙모키오 하원의원 당선 |